# Orlja (Pljevlja)
Pour les articles homonymes, voir Orlja.
Orlja (en serbe cyrillique : Орља) est un village du nord du Monténégro, dans la municipalité de Pljevlja.

## Démographie

### Évolution historique de la population
| 1948 | 1953 | 1961 | 1971 | 1981 | 1991 | 2003 |
| ---- | ---- | ---- | ---- | ---- | ---- | ---- |
| 150  | 232  | 252  | 246  | 209  | 146  | 96   |